# Ligusterstipspanner
De ligusterstipspanner (Scopula imitaria) is een nachtvlinder uit de familie Geometridae (spanners). De spanwijdte bedraagt tussen de 18 en 25 millimeter. De soort komt vooral voor in Noord-Afrika, Zuid-Europa en Klein-Azië.
De vlinder vliegt in twee generaties van juni tot in september. De waardplanten zijn ligustersoorten. De soort overwintert als rups.
In Nederland is de ligusterstipspanner een vrij zeldzame vlinder met waarnemingen in met name duingebied.